# 2019년 유럽 야구 선수권 대회
2019년 유럽 야구 선수권 대회(영어: 2019 European Baseball Championship)는 유럽 야구 연맹(CEB)가 주관하는 유럽 야구 선수권 대회의 35번째 대회이다. 대회 본선에는 총 12개국이 참가했는데, 지난 2016년 대회의 상위 10팀은 이번 대회 본선 진출권을 자동으로 획득하였으며, 나머지 2개 팀은 예선을 통과하여 본선에 진출하였다. 대회는 2019년 9월 7일부터 9월 15일까지 독일의 졸링겐과 본에서 개최되었다.
결승전에서 네덜란드가 이탈리아를 5–1로 꺾고 23번째 우승을 차지하였다. 이번 대회의 상위 5팀은 2019년 9월 이탈리아 볼로냐와 파르마에서 열리는 2020년 하계 올림픽 야구 유럽-아프리카 예선에 참가할 자격을 얻게 되는데, 네덜란드, 이탈리아, 스페인, 이스라엘, 체코가 참가 자격을 얻었다.

## 예선
2016년 유럽 야구 선수권 대회 상위 10팀은 이번 대회에 자동적으로 진출하였다. 나머지 두 팀인 오스트리아와 이스라엘은 B그룹 토너먼트에서 우승하여 대회 진출 자격을 얻었다.
| 본 조      | 본 조                             | 졸링겐 조  | 졸링겐 조                                         |
| ---------- | --------------------------------- | ---------- | ------------------------------------------------- |
| 벨기에     | 2016년 유럽 야구 선수권 대회 6위  | 이탈리아   | 2016년 유럽 야구 선수권 대회                      |
| 크로아티아 | 2016년 유럽 야구 선수권 대회 10위 | 네덜란드   | 2016년 유럽 야구 선수권 대회                      |
| 체코       | 2016년 유럽 야구 선수권 대회 5위  | 스페인     | 2016년 유럽 야구 선수권 대회                      |
| 프랑스     | 2016년 유럽 야구 선수권 대회 7위  | 스웨덴     | 2016년 유럽 야구 선수권 대회 8위                  |
| 독일       | 2016년 유럽 야구 선수권 대회 4위  | 오스트리아 | 베오그라드 조 1위 및 2018년 플레이오프 승리       |
| 영국       | 2016년 유럽 야구 선수권 대회 9위  | 이스라엘   | 블라고에브그라드 조 1위 및 2019년 플레이오프 승리 |

## 운영진
이번 대회 운영진은 다음과 같다.
대표 :
- 프란티셰크 분타

임원 :
| - 프레트 판흐로닝언 스힝켈 - 필리프 게로네 - 마크 콜 | - 루이스 레딘 - 야로슬라프 미카 - 스테펜 레스파게 |

심판 :
| - 에드빈 루이사 - 스테나르 판흐로닝언 스힝컬 - 빈프리트 베르크번스 - 옌스 바이더 | - 토르슈텐 롤로프 - 팀 마이어 - 토니 존스 - 이본 아레발로 라푸엔테 | - 모이미르 얀코비치 - 오스발트 차르프 - 파브리치오 파브리치 - 마르코 타우렐리 | - 이르지 크로우파 - 미로슬라프 카이글 - 토미슬라프 오지메크 - 세르지 마코체체프 |

경기 기록원 :
| - 린다 스테이허르 - 펠릭스 도슈 - 게르하르트 길크 - 게자 쾰러 - 하우케 브로크만 | - 마르크 창 - 로비 슈마허 - 스벤 뮌헤베르크 - 토마스 지페나우어 |

스코어링 디렉터 :
- 슈테파니 빙클러

## 1라운드

### A조

#### 순위
| 팀       | 승 | 패 | 승률 | 경기차 | 득점 | 실점 |
| -------- | -- | -- | ---- | ------ | ---- | ---- |
| 네덜란드 | 4  | 1  | .800 | –      | 46   | 15   |
| 이스라엘 | 4  | 1  | .800 | –      | 25   | 23   |
| 체코     | 3  | 2  | .600 | 1.0    | 32   | 25   |
| 독일     | 2  | 3  | .400 | 2.0    | 19   | 23   |
| 영국     | 2  | 3  | .400 | 2.0    | 23   | 28   |
| 스웨덴   | 0  | 5  | .000 | 4.0    | 14   | 45   |

| 2019년 9월 7일 | 체코   | 1 – 6 | 이스라엘 | 졸링겐 바이에르스베르크 야구장 |
| 2019년 9월 7일 | 리포트 |       |          | 졸링겐 바이에르스베르크 야구장 |

| 2019년 9월 7일 | 스웨덴 | 1 – 9 | 독일 | 본 본 1 |
| 2019년 9월 7일 | 리포트 |       |      | 본 본 1 |

| 2019년 9월 8일 | 이스라엘 | 4 – 3 | 스웨덴 | 졸링겐 바이에르스베르크 야구장 |
| 2019년 9월 8일 | 리포트   |       |        | 졸링겐 바이에르스베르크 야구장 |

| 2019년 9월 8일 | 네덜란드 | 6 – 8 | 체코 | 본 본 1 |
| 2019년 9월 8일 | 리포트   |       |      | 본 본 1 |

| 2019년 9월 8일 | 독일   | 1 – 0 | 영국 | 본 본 1 |
| 2019년 9월 8일 | 리포트 |       |      | 본 본 1 |

| 2019년 9월 9일 | 체코   | 3 – 4 (10회) | 영국 | 졸링겐 바이에르스베르크 야구장 |
| 2019년 9월 9일 | 리포트 |              |      | 졸링겐 바이에르스베르크 야구장 |

| 2019년 9월 9일 | 네덜란드 | 9 – 0 | 스웨덴 | 본 본 1 |
| 2019년 9월 9일 | 리포트   |       |        | 본 본 1 |

| 2019년 9월 9일 | 독일   | 2 – 4 (10회) | 이스라엘 | 본 본 1 |
| 2019년 9월 9일 | 리포트 |              |          | 본 본 1 |

| 2019년 9월 10일 | 영국   | 4 – 7 | 이스라엘 | 졸링겐 바이에르스베르크 야구장 |
| 2019년 9월 10일 | 리포트 |       |          | 졸링겐 바이에르스베르크 야구장 |

| 2019년 9월 10일 | 체코   | 10 – 30 | 스웨덴 | 졸링겐 바이에르스베르크 야구장 |
| 2019년 9월 10일 | 리포트 |         |        | 졸링겐 바이에르스베르크 야구장 |

| 2019년 9월 10일 | 네덜란드 | 8 – 1 | 독일 | 본 본 1 |
| 2019년 9월 10일 | 리포트   |       |      | 본 본 1 |

| 2019년 9월 11일 | 스웨덴 | 07 – 13 | 영국 | 본 본 2 |
| 2019년 9월 11일 | 리포트 |         |      | 본 본 2 |

| 2019년 9월 11일 | 이스라엘 | 04 – 13 | 네덜란드 | 본 본 1 |
| 2019년 9월 11일 | 리포트   |         |          | 본 본 1 |

| 2019년 9월 11일 | 영국   | 02 – 10 | 네덜란드 | 본 본 2 |
| 2019년 9월 11일 | 리포트 |         |          | 본 본 2 |

| 2019년 9월 11일 | 독일   | 06 – 10 | 체코 | 본 본 1 |
| 2019년 9월 11일 | 리포트 |         |      | 본 본 1 |

1. ↑  2019년 9월 7일 진행된 경기가 9회 일몰로 인해 중단되었으며(네덜란드가 10 – 2로 앞선 상황), 9월 11일 재개되었다.

### B조

#### 순위표
| 팀         | 승 | 패 | 승률  | 경기차 | 득점 | 실점 |
| ---------- | -- | -- | ----- | ------ | ---- | ---- |
| 이탈리아   | 5  | 0  | 1.000 | –      | 52   | 11   |
| 스페인     | 4  | 1  | .800  | 1.0    | 44   | 24   |
| 프랑스     | 3  | 2  | .600  | 2.0    | 52   | 30   |
| 벨기에     | 2  | 3  | .400  | 3.0    | 25   | 43   |
| 오스트리아 | 1  | 4  | .200  | 4.0    | 21   | 47   |
| 크로아티아 | 0  | 5  | .000  | 5.0    | 10   | 49   |

| 2019년 9월 7일 | 크로아티아 | 2 – 3 | 스페인 | 본 본 1 야구장 |
| 2019년 9월 7일 | 리포트     |       |        | 본 본 1 야구장 |

| 2019년 9월 7일 | 벨기에 | 5 – 1 | 오스트리아 | 본 본 2 야구장 |
| 2019년 9월 7일 | 리포트 |       |            | 본 본 2 야구장 |

| 2019년 9월 7일 | 프랑스 | 02 – 16 | 이탈리아 | 본 본 1 야구장 |
| 2019년 9월 7일 | 리포트 |         |          | 본 본 1 야구장 |

| 2019년 9월 8일 | 스페인 | 13 – 50 | 벨기에 | 본 본 1 야구장 |
| 2019년 9월 8일 | 리포트 |         |        | 본 본 1 야구장 |

| 2019년 9월 8일 | 오스트리아 | 06 – 12 | 프랑스 | 본 본 2 야구장 |
| 2019년 9월 8일 | 리포트     |         |        | 본 본 2 야구장 |

| 2019년 9월 8일 | 이탈리아 | 2 – 1 (10회) | 크로아티아 | 졸링겐 바이에르스베르크 야구장 |
| 2019년 9월 8일 | 리포트   |              |            | 졸링겐 바이에르스베르크 야구장 |

| 2019년 9월 9일 | 이탈리아 | 10 – 10 | 오스트리아 | 본 본 1 야구장 |
| 2019년 9월 9일 | 리포트   |         |            | 본 본 1 야구장 |

| 2019년 9월 9일 | 벨기에 | 9 – 6 | 크로아티아 | 본 본 2 야구장 |
| 2019년 9월 9일 | 리포트 |       |            | 본 본 2 야구장 |

| 2019년 9월 9일 | 스페인 | 6 – 3 | 프랑스 | 졸링겐 바이에르스베르크 야구장 |
| 2019년 9월 9일 | 리포트 |       |        | 졸링겐 바이에르스베르크 야구장 |

| 2019년 9월 10일 | 벨기에 | 02 – 12 (8회) | 프랑스 | 본 본 1 야구장 |
| 2019년 9월 10일 | 리포트 |               |        | 본 본 1 야구장 |

| 2019년 9월 10일 | 크로아티아 | 01 – 12 (7회) | 오스트리아 | 본 본 2 야구장 |
| 2019년 9월 10일 | 리포트     |               |            | 본 본 2 야구장 |

| 2019년 9월 10일 | 스페인 | 03 – 13 | 이탈리아 | 본 본 1 야구장 |
| 2019년 9월 10일 | 리포트 |         |          | 본 본 1 야구장 |

| 2019년 9월 11일 | 이탈리아 | 11 – 40 | 벨기에 | 본 본 1 야구장 |
| 2019년 9월 11일 | 리포트   |         |        | 본 본 1 야구장 |

| 2019년 9월 11일 | 오스트리아 | 01 – 19 (6회) | 스페인 | 졸링겐 바이에르스베르크 야구장 |
| 2019년 9월 11일 | 리포트     |               |        | 졸링겐 바이에르스베르크 야구장 |

| 2019년 9월 11일 | 프랑스 | 23 – 00 (5회) | 크로아티아 | 졸링겐 바이에르스베르크 야구장 |
| 2019년 9월 11일 | 리포트 |               |            | 졸링겐 바이에르스베르크 야구장 |

## 플레이오프
|  | 8강                     | 8강                   |                       |    | 4강      | 4강      |  |  | 결승 | 결승 |
|  |                         |                       |                       |    |          |          |  |  |      |      |
|  | 9월 13일 11:00 - 본 1   |                       |                       |    |          |          |  |  |      |      |
|  |                         |                       |                       |    |          |          |  |  |      |      |
|  | 이스라엘                | 8                     |                       |    |          |          |  |  |      |      |
|  | 이스라엘                | 8                     | 9월 14일 19:00 - 본 1 |    |          |          |  |  |      |      |
|  | 프랑스                  | 2                     |                       |    |          |          |  |  |      |      |
|  | 프랑스                  | 2                     | 이스라엘              | 6  |          |          |  |  |      |      |
|  | 9월 13일 19:00 - 본 1   |                       | 이스라엘              | 6  |          |          |  |  |      |      |
|  |                         | 이탈리아              | 7                     |    |          |          |  |  |      |      |
|  | 이탈리아                | 이탈리아              | 7                     | 7  |          |          |  |  |      |      |
|  | 이탈리아                |                       | 9월 15일 19:00 - 본 1 | 7  |          |          |  |  |      |      |
|  | 독일                    | 5                     |                       |    |          |          |  |  |      |      |
|  | 독일                    | 5                     | 이탈리아              | 1  |          |          |  |  |      |      |
|  | 9월 13일 15:00 - 본 1   |                       | 이탈리아              | 1  |          |          |  |  |      |      |
|  |                         | 네덜란드              | 5                     |    |          |          |  |  |      |      |
|  | 네덜란드                | 네덜란드              | 5                     | 17 |          |          |  |  |      |      |
|  | 네덜란드                | 9월 14일 15:00 - 본 1 |                       | 17 |          |          |  |  |      |      |
|  | 벨기에                  | 2                     |                       |    |          |          |  |  |      |      |
|  | 벨기에                  | 2                     | 네덜란드              | 1  |          |          |  |  |      |      |
|  | 9월 13일 16:00 - 졸링겐 |                       | 네덜란드              | 1  |          |          |  |  |      |      |
|  |                         | 스페인                | 0                     |    | 3, 4위전 | 3, 4위전 |  |  |      |      |
|  | 스페인                  | 스페인                | 0                     | 5  | 3, 4위전 | 3, 4위전 |  |  |      |      |
|  | 스페인                  |                       | 9월 15일 15:00 - 본 1 | 5  |          |          |  |  |      |      |
|  | 체코                    | 4                     |                       |    |          |          |  |  |      |      |
|  | 체코                    | 4                     | 스페인                | 16 |          |          |  |  |      |      |
|  |                         |                       |                       |    |          |          |  |  |      |      |
|  | 이스라엘                | 11                    |                       |    |          |          |  |  |      |      |
|  | 이스라엘                | 11                    |                       |    |          |          |  |  |      |      |

### 8강전
| 2019년 9월 13일 11:00 | 이스라엘 | 8 – 2 | 프랑스 | 본 본 1 야구장 |
| 2019년 9월 13일 11:00 | 리포트   |       |        | 본 본 1 야구장 |

| 2019년 9월 13일 15:00 | 네덜란드 | 17 – 20 (5회) | 벨기에 | 본 본 1 야구장 |
| 2019년 9월 13일 15:00 | 리포트   |               |        | 본 본 1 야구장 |

| 2019년 9월 13일 16:00 | 스페인 | 5 – 4 (10회) | 체코 | 졸링겐 바이에르스베르크 야구장 |
| 2019년 9월 13일 16:00 | 리포트 |              |      | 졸링겐 바이에르스베르크 야구장 |

| 2019년 9월 13일 19:00 | 이탈리아 | 7 – 5 | 독일 | 본 본 1 야구장 |
| 2019년 9월 13일 19:00 | 리포트   |       |      | 본 본 1 야구장 |

### 4강전
| 2019년 9월 14일 15:00 | 네덜란드 | 1 – 0 | 스페인 | 본 본 1 야구장 |
| 2019년 9월 14일 15:00 | 리포트   |       |        | 본 본 1 야구장 |

| 2019년 9월 14일 19:00 | 이스라엘 | 6 – 7 | 이탈리아 | 본 본 1 야구장 |
| 2019년 9월 14일 19:00 | 리포트   |       |          | 본 본 1 야구장 |

### 3,4위전
| 2019년 9월 15일 15:00 | 스페인 | 16 – 11 | 이스라엘 | 본 본 1 야구장 |
| 2019년 9월 15일 15:00 | 리포트 |         |          | 본 본 1 야구장 |

### 결승전
| 2019년 9월 15일 19:00 | 이탈리아 | 1 – 5 | 네덜란드 | 본 본 1 야구장 |
| 2019년 9월 15일 19:00 | 리포트   |       |          | 본 본 1 야구장 |

## 5-8위 결정전
|  | 준결승전              | 준결승전 |                       |   | 5위 결정전 | 5위 결정전 |
|  |                       |          |                       |   |            |            |
|  | 9월 14일 11:00 - 본 2 |          |                       |   |            |            |
|  |                       |          |                       |   |            |            |
|  | 체코                  | 5        |                       |   |            |            |
|  | 체코                  | 5        | 9월 15일 11:00 - 본 1 |   |            |            |
|  | 벨기에                | 4        |                       |   |            |            |
|  | 벨기에                | 4        | 체코                  | 4 |            |            |
|  | 9월 14일 11:00 - 본 1 |          | 체코                  | 4 |            |            |
|  |                       | 독일     | 3                     |   |            |            |
|  | 프랑스                | 독일     | 3                     | 4 |            |            |
|  | 프랑스                |          |                       | 4 |            |            |
|  | 독일                  | 14       |                       |   |            |            |
|  | 독일                  | 14       |                       |   |            |            |

### 순위 결정전
| 2019년 9월 14일 11:00 | 체코   | 5 – 4 | 벨기에 | 본 본 2 경기장 |
| 2019년 9월 14일 11:00 | 리포트 |       |        | 본 본 2 경기장 |

| 2019년 9월 14일 11:00 | 프랑스 | 04 – 14 (7회) | 독일 | 본 본 1 경기장 |
| 2019년 9월 14일 11:00 | 리포트 |               |      | 본 본 1 경기장 |

### 5위 결정전
| 2019년 9월 15일 11:00 | 체코   | 4 – 3 | 독일 | 본 본 1 경기장 |
| 2019년 9월 15일 11:00 | 리포트 |       |      | 본 본 1 경기장 |

참고: 7,8위 결정전은 열리지 않음.

## 9-12위 결정전 / 강등 결정전
|  |  |            |            |      |            |    |  |            |   |  | 9위 결정전 |  |  |  |
|  |  |            |            |      |            |    |  |            |   |  |            |  |  |  |
|  |  | 오스트리아 | 6          |      |            |    |  |            |   |  |            |  |  |  |
|  |  | 영국       | 1          |      |            |    |  |            |   |  |            |  |  |  |
|  |  | 영국       | 1          |      | 오스트리아 | 10 |  |            |   |  |            |  |  |  |
|  |  |            |            |      | 오스트리아 | 10 |  |            |   |  |            |  |  |  |
|  |  |            | 크로아티아 | 0    |            |    |  |            |   |  |            |  |  |  |
|  |  | 스웨덴     | 크로아티아 | 0    | 2          |    |  |            |   |  |            |  |  |  |
|  |  | 스웨덴     |            |      | 2          |    |  |            |   |  |            |  |  |  |
|  |  | 크로아티아 | 17         |      |            |    |  |            |   |  |            |  |  |  |
|  |  |            |            |      |            |    |  | 오스트리아 | 9 |  |            |  |  |  |
|  |  |            |            |      |            |    |  |            | 9 |  |            |  |  |  |
|  |  |            | 영국       | 11   |            |    |  |            |   |  |            |  |  |  |
|  |  | 영국       | 영국       | 11   | 12         |    |  |            |   |  |            |  |  |  |
|  |  | 영국       |            |      | 12         |    |  |            |   |  |            |  |  |  |
|  |  | 스웨덴     | 2          |      |            |    |  |            |   |  |            |  |  |  |
|  |  | 스웨덴     | 2          |      | 크로아티아 | 1  |  |            |   |  |            |  |  |  |
|  |  |            |            |      | 크로아티아 | 1  |  |            |   |  |            |  |  |  |
|  |  |            |            | 영국 | 5          |    |  |            |   |  |            |  |  |  |
|  |  |            |            | 영국 | 5          |    |  |            |   |  |            |  |  |  |
|  |  |            |            |      |            |    |  |            |   |  |            |  |  |  |
|  |  |            |            |      |            |    |  |            |   |  |            |  |  |  |

### 강등 결정전
| 2019년 9월 12일 11:00 | 오스트리아 | 6 – 1 | 영국 | 본 본 1 경기장 |
| 2019년 9월 12일 11:00 | 리포트     |       |      | 본 본 1 경기장 |

| 2019년 9월 12일 15:00 | 크로아티아 | 17 – 20 (6회) | 스웨덴 | 본 본 1 경기장 |
| 2019년 9월 12일 15:00 | 리포트     |               |        | 본 본 1 경기장 |

| 2019년 9월 13일 12:30 | 영국   | 12 – 20 (8회) | 스웨덴 | 졸링겐 바이에르스베르크 야구장 |
| 2019년 9월 13일 12:30 | 리포트 |               |        | 졸링겐 바이에르스베르크 야구장 |

스웨덴이 12위를 기록하여 강등되었다.
| 2019년 9월 13일 13:00 | 오스트리아 | 10 – 00 (7회) | 크로아티아 | 본 본 2 경기장 |
| 2019년 9월 13일 13:00 | 리포트     |               |            | 본 본 2 경기장 |

| 2019년 9월 14일 12:30 | 크로아티아 | 1 – 5 | 영국 | 졸링겐 바이에르스베르크 야구장 |
| 2019년 9월 14일 12:30 | 리포트     |       |      | 졸링겐 바이에르스베르크 야구장 |

크로아티아가 11위를 기록하여 강등되었다.

### 9위 결정전
| 2019년 9월 15일 12:30 | 오스트리아 | 09 – 11 | 영국 | 졸링겐 바이에르스베르크 야구장 |
| 2019년 9월 15일 12:30 | 리포트     |         |      | 졸링겐 바이에르스베르크 야구장 |

## 최종 순위
| 순위 | 팀         | 승 | 패 | 승률 | 득점 | 실점 | 비고                                       |
| ---- | ---------- | -- | -- | ---- | ---- | ---- | ------------------------------------------ |
| 1    | 네덜란드   | 7  | 1  | .875 | 69   | 18   | 2020년 하계 올림픽 아프리카-유럽 예선 진출 |
| 2    | 이탈리아   | 7  | 1  | .875 | 67   | 27   | 2020년 하계 올림픽 아프리카-유럽 예선 진출 |
| 3    | 스페인     | 6  | 2  | .750 | 65   | 40   | 2020년 하계 올림픽 아프리카-유럽 예선 진출 |
| 4    | 이스라엘   | 5  | 3  | .625 | 50   | 48   | 2020년 하계 올림픽 아프리카-유럽 예선 진출 |
| 5    | 체코       | 5  | 3  | .625 | 45   | 37   | 2020년 하계 올림픽 아프리카-유럽 예선 진출 |
| 6    | 독일       | 3  | 5  | .375 | 41   | 38   |                                            |
| 7    | 프랑스     | 3  | 4  | .429 | 58   | 52   |                                            |
| 7    | 벨기에     | 2  | 5  | .286 | 31   | 65   |                                            |
| 9    | 영국       | 5  | 4  | .556 | 52   | 46   |                                            |
| 10   | 오스트리아 | 3  | 5  | .375 | 46   | 59   |                                            |
| 11   | 크로아티아 | 1  | 7  | .125 | 28   | 66   | 강등                                       |
| 12   | 스웨덴     | 0  | 7  | .000 | 18   | 74   | 강등                                       |

## 통계
| 부문    | 선수                                            | 기록  |
| ------- | ----------------------------------------------- | ----- |
| 타율*   | 세바스티아노 포마                               | .533  |
| 안타    | 마르코 카르도조                                 | 14    |
| 득점    | 막심 르페브리 아데마르 리팔라 페르디난드 오베트 | 10    |
| 홈런    | 아데마르 리팔라                                 | 6     |
| 타점    | 아데마르 리팔라                                 | 17    |
| 볼넷    | 칼리안 삼스                                     | 8     |
| 삼진    | 마르틴 스헤네이데르                             | 11    |
| 도루    | 네이트숀 토마스                                 | 5     |
| 출루율* | 모리츠 샤이허                                   | .636  |
| 장타율* | 아데마르 리팔라                                 | 1.111 |
| OPS*    | 모리츠 샤이허                                   | 1.636 |

| 부문        | 선수                      | 기록 |
| ----------- | ------------------------- | ---- |
| 승          | 5명                       | 2    |
| 패          | 4명                       | 2    |
| 세이브      | 라이너 크루스             | 2    |
| 투구 이닝   | 마이클 로스               | 16.2 |
| 피안타      | 아르튀르 드리선스 벤 존슨 | 19   |
| 실점        | 아르튀르 드리선스         | 14   |
| 자책점      | 벤 존슨                   | 12   |
| 평균자책점* | 조에이 뵈크만             | 0.00 |
| 볼넷        | 호세 디아즈 파바오 카린   | 10   |
| 삼진        | 호세 디아즈 알렉스 웹     | 16   |